# Đội tuyển bóng chày quốc gia Cuba
Đội tuyển bóng chày quốc gia Cuba (tiếng Tây Ban Nha: Selección de béisbol de Cuba) là đội tuyển chính thức đại diện cho Cuba ở bộ môn bóng chày tại các cấp độ khu vực, châu lục và thế giới. Thành phần của đội được tạo nên từ những cầu thủ tốt nhất tại giải vô địch bóng chày quốc gia Cuba. Cuba được xem là cường quốc bóng chày số một trong lịch sử và hiện đứng thứ 7 trên bảng xếp hạng của Liên đoàn bóng chày và bóng mềm thế giới (WBSC). Cuba đã thể hiện sự vượt trội của mình so với tất cả các quốc gia còn lại khi đều nắm giữ kỷ lục vô địch nhiều lần nhất ở mọi giải đấu quốc tế mà họ từng thi đấu. Đội đều đã vào được đến trận chung kết ở tất cả các lần tham dự Thế vận hội Mùa hè (tổng cộng là năm lần gồm 1992, 1996, 2000, 2004 và 2008), trong đó giành được ba tấm huy chương vàng và hai tấm huy chương bạc. Dù vậy thì họ đã không đủ điều kiện tham dự Thế vận hội Mùa hè 2020 sau khi dừng bước ở vòng loại tám đội của châu Mỹ diễn ra từ ngày 31 tháng 5 đến ngày 5 tháng 6 năm 2021, đánh dấu lần đầu tiên quốc gia Caribe này không thể giành quyền tham dự môn bóng chày tại một kỳ Thế vận hội.

## Đội hình và ban huấn luyện
| Đội hình tại vòng loại Olympic 2020 | Đội hình tại vòng loại Olympic 2020 |
| Vị trí                              | Họ tên                              |
| ----------------------------------- | ----------------------------------- |
| Huấn luyện viên trưởng              | Armando Johnson                     |
| Trợ lý huấn luyện viên              | José Hernández                      |
| Trợ lý huấn luyện viên              | Carlos Martí                        |
| Trợ lý huấn luyện viên              | Alexander Ramos                     |
| Trợ lý huấn luyện viên              | Jesús Salgado                       |
| Trợ lý huấn luyện viên              | Raciel Sánchez                      |
| Giao bóng                           | Freddy Álvarez                      |
| Giao bóng                           | Lázaro Blanco                       |
| Giao bóng                           | Brayan Chi                          |
| Giao bóng                           | Raidel Martínez                     |
| Giao bóng                           | Liván Moinelo                       |
| Giao bóng                           | Andy Rodríguez                      |
| Giao bóng                           | Yariel Rodríguez                    |
| Giao bóng                           | Yudiel Rodríguez                    |
| Giao bóng                           | Carlos Viera                        |
| Giao bóng                           | Yoanni Yera                         |
| Bắt bóng                            | Yosvany Alarcón                     |
| Bắt bóng                            | Iván Prieto                         |
| Bắt bóng                            | Rafael Viñales                      |
| Sân trong                           | Erisbel Arruebarrena                |
| Sân trong                           | Lisbán Correa                       |
| Sân trong                           | Dayán García                        |
| Sân trong                           | Yordan Manduley                     |
| Sân trong                           | Yadil Mujica                        |
| Sân trong                           | Yordanis Samón                      |
| Sân ngoài                           | Guillermo Avilés                    |
| Sân ngoài                           | Frederich Cepeda                    |
| Sân ngoài                           | Alfredo Despaigne                   |
| Sân ngoài                           | Yadir Drake                         |
| Sân ngoài                           | Raico Santos                        |
| Sân ngoài                           | Roel Santos                         |

## Trang phục thi đấu cũ
| Thập niên 2000 | Thập niên 2000 |
| -------------- | -------------- |
| Sân nhà        | Sân khách      |

## Lịch sử tham dựWBC,Thế vận hộivàWorld Cup

### WBC (Giải vô địch bóng chày cổ điển thế giới)

#### WBC 2006
Cuba đã tham gia kỳ WBC đầu tiên, mặc dù đã có những tranh cãi về sự tham gia này do lệnh cấm vận của Mỹ. Dù vậy họ đã lọt vào đến trận chung kết của giải đấu, nhưng để thua  Nhật Bản với tỷ số 6–10.

#### WBC 2009
Cuba một lần nữa tham dự tại giải năm 2009, và chơi các trận đấu ở bảng B của vòng 1 tại Foro Sol, Thành phố México, México. Họ sau đó tiến vào vòng hai sau chiến thắng trước  Nam Phi và  Úc. Tuy nhiên đã để thua  Nhật Bản hai lần ở vòng đấu này và bị loại. Đây là lần đầu tiên Cuba bị loại trước trận chung kết trong một giải đấu bóng chày quốc tế chính thức kể từ năm 1951.

#### WBC 2013
Cuba tiếp tục tham dự WBC ở năm 2013, họ đã rơi vào bảng A, bảng đấu được tổ chức tại Fukuoka Dome, Fukuoka, Nhật Bản và đã đối đầu với  Trung Quốc,  đội chủ nhà và  Brazil ở vòng 1. Đội tuyển Cuba đã đánh bại cả ba đội kể trên để đi tiếp vào vòng hai của bảng này để đối đầu với  Hà Lan, nhưng thua 2–6 ở vòng sơ loại đầu tiên. Tiếp đó Cuba gặp  Đài Bắc Trung Hoa, thắng đại diện châu Á này 14–0 để đối đầu với  Hà Lan một lần nữa, nhưng vẫn thua, lần này là với kết quả sát nút 6–7, qua đó bị loại khỏi vòng chung kết lần thứ hai.

#### WBC 2017
Cuba tất nhiên cũng tham dự WBC 2017. Hai cựu vận động viên giao bóng là Frederich Cepeda và Alfredo Despaigne từng có sáu lần đăng quang trên sân nhà tại WBC trong sự nghiệp của mình, nhiều nhất trong lịch sử của giải đấu.
Đội đã có thành tích thắng 2 thua 1 ở vòng đầu tiên. Khi đó được dẫn dắt bởi chính huyền thoại Despaigne, người đã đảm nhận vị trí lãnh đạo WBC trong mọi thời đại.
Cuba sau đó tiến vào vòng hai, nơi họ để thua trận đầu tiên trước đội đã bất bại ở bảng A vòng một là  Israel. Cựu vận động viên giao bóng đầu tiên của giải bóng chày nhà nghề Mỹ Jason Marquis (trong 5,2 lượt chơi) và ba vận động viên giao bóng dự bị của Israel (trong đó có Brad Goldberg và Josh Zeid, cả hai đều ném quả bóng với vận tốc 96 dặm/giờ) đã giữ cho Cuba đạt được năm lần trúng đích và một lần chạy, một cú homer của Despaigne. Người đã giành được danh hiệu MVP (vận động viên xuất sắc nhất trận) là Ryan Lavarnway đã có hai cú đánh chính xác cho đại diện của Trung Đông. Cuba đã để thua cả 3 trận đã đấu ở vòng hai này và thêm lần nữa không thể tiến vào vòng chung kết để tranh chức vô địch.

### Thế vận hội
Cuba là một trong hai quốc gia duy nhất (cùng với  Nhật Bản) tham gia cả năm lần đầu tiên mà nội dung bóng chày được đưa vào chương trình thi đấu tại Thế vận hội Mùa hè. Cuba chính là đội tuyển thành công nhất trong lịch sử giải đấu. Họ đã giành được ba huy chương vàng và hai huy chương bạc, tức là luôn lọt vào trận chung kết ở tất cả những lần tham dự.
Vào ngày 1 tháng 6 năm 2021, Cuba chính thức không vượt qua được vòng loại khu vực châu Mỹ, đánh dấu lần đầu tiên trong lịch sử đất nước xứ sở xì gà không đủ điều kiện tham dự môn bóng chày tại Thế vận hội. Điều này gián tiếp giúp  Nhật Bản trở thành đội tuyển bóng chày duy nhất từng tham dự cả 6 kỳ Thế vận hội Mùa hè có sự xuất hiện của môn thể thao này.

### World Cup

#### World Cup 2009 (kỳ World Cup gần đây nhất)
Cuba ban đầu dự kiến đăng cai World Cup bóng chày 2009, tuy nhiên, họ đã sẵn sàng từ bỏ danh dự này và dành nó cho  châu Âu. Với nỗ lực giúp bóng chày phát triển như một môn thể thao phổ biến ở lục địa già, giải vô địch bóng chày thế giới lần đầu tiên được tổ chức bởi một cả một châu lục trong lịch sử. Giải đấu này diễn ra từ ngày 9 đến 27 tháng 9 cùng năm. Bảy quốc gia châu Âu (gồm Ý, Hà Lan, Cộng hòa Séc, Tây Ban Nha, Thụy Điển, Croatia và Đức) đã cùng nhau đứng ra đăng cai và tổ chức giải với sự tham dự của 22 đội tuyển trên khắp thế giới (8 đội của  châu lục chủ nhà, 8 đội đến từ  châu Mỹ, 4 đội đến từ  châu Á, 1 đội đến từ  châu Phi và 1 đội đến từ châu Đại Dương). Trong đó các thành phố bao gồm Bollate, Bologna, Codogno, Firenze, Macerata, Milano, Parma, Piacenza, Reggio Emilia, Rimini, Torino, Trieste, Verona và Vicenza của Ý, ba thành phố gồm Rotterdam, Haarlem và Amsterdam của Hà Lan cùng với Serravalle của San Marino sẽ là chủ nhà của vòng hai (14–20 tháng 9), do đó hai đội tuyển là  Ý và  Hà Lan không cần phải thi đấu vòng một và được đặc cách vào thẳng vòng hai. 20 đội còn lại sẽ buộc phải thi đấu từ vòng một, họ sẽ được chia đều vào năm bảng, mỗi bảng bốn đội. Các bảng đấu như sau:
- Bảng A (tại  Praha):  Séc,  Úc,  Đài Bắc Trung Hoa và  México
- Bảng B (tại  Barcelona):  Tây Ban Nha,  Cuba,  Puerto Rico và  Nam Phi
- Bảng C (tại  Stockholm):  Thụy Điển,  Canada,  Hàn Quốc và  Antille thuộc Hà Lan
- Bảng D (tại  Zagreb):  Croatia,  Vương quốc Anh,  Nhật Bản và  Nicaragua
- Bảng E (tại  Regensburg):  Đức,  Trung Quốc,  Mỹ và  Venezuela

## Kết quả thi đấu quốc tế

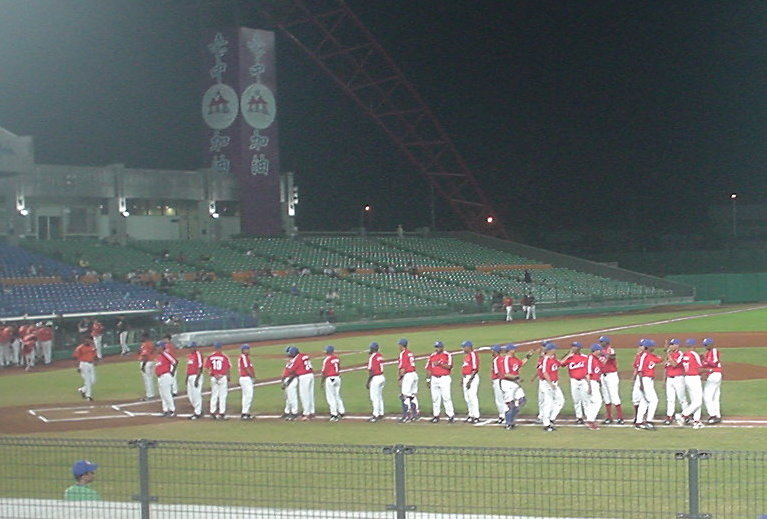
Đội tuyển Cuba thực hiện nghi thức chào cờ trước trận tranh huy chương vàng tại Cúp Liên lục địa 2006 với Hà Lan.

### WBC
| Vòng chung kết | Vòng chung kết | Vòng chung kết | Vòng chung kết | Vòng chung kết | Vòng chung kết | Vòng chung kết |                          | Vòng loại                | Vòng loại                | Vòng loại                | Vòng loại |
| Năm            | Vào đến        | Thứ hạng       | T              | B              | RS             | RA             | T                        | B                        | RS                       | RA                       |           |
| -------------- | -------------- | -------------- | -------------- | -------------- | -------------- | -------------- | ------------------------ | ------------------------ | ------------------------ | ------------------------ | --------- |
| 2006           | Chung kết      | Á quân         | 5              | 3              | 44             | 43             | Không được tổ chức       | Không được tổ chức       | Không được tổ chức       | Không được tổ chức       |           |
| 2009           | Vòng 2         | Thứ 6          | 4              | 2              | 36             | 24             | Không được tổ chức       | Không được tổ chức       | Không được tổ chức       | Không được tổ chức       |           |
| 2013           | Vòng 2         | Thứ 5          | 4              | 2              | 45             | 18             | Vào thẳng vòng chung kết | Vào thẳng vòng chung kết | Vào thẳng vòng chung kết | Vào thẳng vòng chung kết |           |
| 2017           | Vòng 2         | Thứ 7          | 2              | 4              | 23             | 40             | Vào thẳng vòng chung kết | Vào thẳng vòng chung kết | Vào thẳng vòng chung kết | Vào thẳng vòng chung kết |           |
| 2023           | Bán kết        | Thứ 4          | 3              | 3              | 31             | 32             | Vào thẳng vòng chung kết | Vào thẳng vòng chung kết | Vào thẳng vòng chung kết | Vào thẳng vòng chung kết |           |
| Tổng           | 5/5            | –              | 18             | 14             | 179            | 157            | –                        | –                        | –                        | –                        |           |

### Thế vận hội
- Vàng: 3 (1992, 1996, 2004)
- Bạc: 2 (2000, 2008)

### World Cup
- Vô địch: 25 (1939, 1940, 1942, 1943, 1950, 1952, 1953, 1961, 1969, 1970, 1971, 1972, 1973, 1976, 1978, 1980, 1984, 1986, 1988, 1990, 1994, 1998, 2001, 2003, 2005)
- Á quân: 4 (1941, 2007, 2009, 2011)
- Hạng 3: 2 (1944, 1951)

### Cúp Liên lục địa
- Vô địch: 11 (1979, 1983, 1985, 1987, 1989, 1991, 1993, 1995, 2002, 2006, 2010)
- Á quân: 3 (1981, 1997, 1999)

### Đại hội Thể thao Liên châu Mỹ
- Vàng: 12 (1951, 1963, 1971, 1975, 1979, 1983, 1987, 1991, 1995, 1999, 2003, 2007)
- Bạc: 1 (1967)
- Đồng: 2 (2011, 2015)

### Đại hội Thể thao Trung Mỹ và Caribe
- Vàng: 15 (1926, 1930, 1935, 1938, 1950, 1966, 1970, 1974, 1978, 1986, 1990, 1993, 1998, 2006, 2014)
- Bạc: 2 (1982, 2018)
- Đồng: 1 (1946)